# Thierry de Clèves
 (avril 2014).
Si vous disposez d'ouvrages ou d'articles de référence ou si vous connaissez des sites web de qualité traitant du thème abordé ici, merci de compléter l'article en donnant les références utiles à sa vérifiabilité et en les liant à la section « Notes et références ».
Thiery de Clèves (1214 † 1244), fils de Thierry V de Clèves et de Mathilde de Dinslaken, fut seigneur de Dinslaken.
Il a épousé Élisabeth de Brabant, fille d'Henri Ier de Brabant et de Marie de France, le 19 mars 1233. Leur fille Mechthilde de Clèves épousa Gérard Ier de Durbuy.